# معبر مضيق بيرينغ

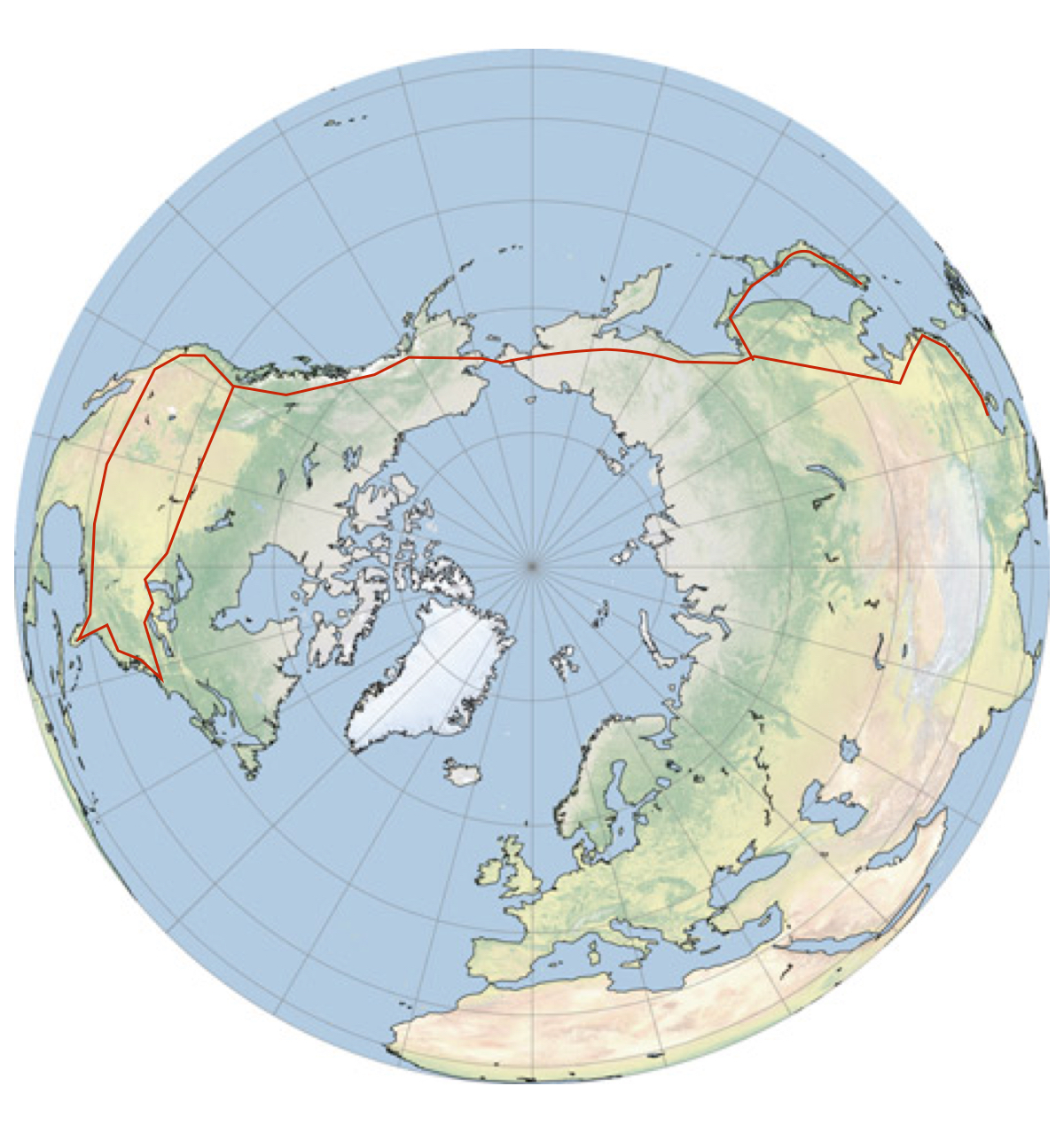
خريطة خط معبر بيرينغ المقترح

معبر مضيق بيرينغ هو معبر جسر ونفق مقترح يربط بين ولاية ألاسكا في الولايات المتحدة وشبه جزيرة سيوارد في أقصى شرق روسيا. المقترح الأول هو إنشاء خط رابط بين جزيرتي ديوميد والمقترح الآخر إنشاء طريق بين جزر ألوتيان. اقترحت فكرة إنشاء طريق رابط بين الإمبراطورية الروسية والتي كان تربطها أنذاك علاقات جيدة مع الولايات المتحدة من قبل مهندس الجسور جوزيف ستراوس. بعد الثورة الروسية وبدأ الحكم الشيوعي في الاتحاد السوفيتي تم التراجع عن الفكرة. بعد سقوط الشيوعية في روسيا عادت الفكرة لأجل إنشاء طريق نقل وتجارة بين البلدين. يجد البلدين صعوبة كبيرة لبناء جسر أو نفق يمتد لحوالي 1800 كلم في منطقة باردة وكذلك تكلفة المشروع العالية وألتي تصل لحوالي 65 مليار دولار.